# Volejbol'nyj klub Zenit-Kazan'
Il Volejbol'nyj klub Zenit-Kazan' (in russo Волейбольный клуб Зенит-Казань?) è un club di pallavolo maschile russo, con sede a Kazan': milita nel campionato russo di Superliga.

## Storia
La squadra nasce il 13 maggio del 2000, con il nome Volejbol'nyj klub Dinamo Kazan con sede a Kazan', grazie agli accordi del ministero degli affari interni del Tatarstan e dell'amministrazione comunale di Kazan', con l'intento di partecipare nel giro di pochi anni, nel massimo torneo russo, la Superliga. Partendo dalle basse categorie, nel giro di tre anni, vincendo le varie leghe minori grazie soprattutto all'apporto dell'allenatore Viktor Sidelnikov prima e di giocatori del calibro di Ruslan Olichver e Evgeny Mitkov dopo, la squadra di Kazan' conquista la tanto desiderata massima serie di pallavolo russa alla quale parteciperà nella stagione 2003-04. Il primo anno di Superliga vide la squadra piazzarsi nel terzo gradino del podio dopo un entusiasmante finale per il bronzo che gli garantì la partecipazione per l'anno successivo alla Coppa CEV.
Da qui la consapevolezza che per competere ad alti livelli, nazionali ed internazionali, serviva una collaborazione economica competitiva. Sostenuta dalla Tattransgaz, la società di Kazan' cambiava denominazione diventando Volejbol'nyj klub Dinamo-Tattransgaz. Così nel 2004-05 oltre al nuovo capitale economico, arrivò anche il primo trofeo nazionale, quell'anno infatti la squadra si aggiudicò la Coppa di Russia, in Superliga confermò il terzo posto mentre in Coppa CEV si arrese ai quarti di finale. il 2005-06 non portò successi alla squadra, che concluse al sesto posto il campionato nazionale e in campo internazionale venne eliminata al primo turno di Top Team Cup (odierna Coppa CEV), ma l'appuntamento col successo venne solo rimandato all'anno successivo, nella stagione 2006-07 la Volejbol'nyj klub Dinamo-Tattransgaz si laureò infatti campione di Russia e acquisì il diritto a partecipare nella stagione 2007-08 alla Champions League che vinse alla sua prima apparizione battendo in finale la Copra Piacenza. Stagione che le regalò anche la seconda coppa nazionale.
Concluso il primo ciclo di vittorie la Volejbol'nyj klub Dinamo-Tattransgaz cambia nuovamente denominazione diventando la Volejbol'nyj klub Zenit-Kazan conquistando altri quattro titoli nazionali, questa volta consecutivamente (2009-2012), in campo internazionale invece in questo periodo fatica ad affermarsi raggiungendo però un consolatorio bronzo nella Coppa Del Mondo per Club nella stagione 2009-10, nello stesso anno vince inoltre la sua terza Coppa di Russia riuscendo così a compiere anche l'impresa di vincere entrambi i titoli nazionali nello stesso anno. La stagione 2010-11 la vede trionfare in Supercoppa Russa così come la stagione 2011-12, stagione in cui verrà però affiancata la più prestigiosa Champions League, la seconda della sua storia, conquistata in una finale entusiasmante vinta per 3-2 contro i polacchi del Bełchatów. La stagione 2012-13 regala al Kazan' la terza Supercoppa Russa consecutiva, mentre la vede arrivare terza in Superliga, stabilendo così un record per la pallavolo russa ovvero essere riuscita a salire sul podio per sette anni di fila (2007-2013), record migliorato in quanto nella stagione 2013-14 sarà nuovamente la squadra di Kazan' a salire nel gradino più alto del podio nel campionato di lega per la sesta volta nella sua storia, stagione che porterà inoltre alla squadra anche la coppa nazionale per la terza volta. Nella stagione 2014-15 si aggiudica per la terza volta la Champions League, successo ottenuto anche nelle due edizioni successive. Nella stagione 2015-2016 si aggiudica: Supercoppa russa, Coppa di Russia e campionato. Anche la stagione 2016-17 si rivela ricca di soddisfazioni: lo Zenit vince infatti campionato (3-0 alla Dinamo Moskva), Coppa di Russia (3-1 alla Lokomotiv Novosibirsk) e Champions League (3-0 alla Sir Safety Perugia). Anche nella stagione 2017-18 si aggiudica la Supercoppa, la Coppa di Russia, per la prima volta il campionato mondiale per club e la Champions League, ripetendosi in Supercoppa e in Coppa di Russia pure nell'annata successiva, quando però non giungono né i successi in campo internazionale, né la riconferma come campione di Russia.
Nella stagione 2019-20 la formazione si aggiudica per la nona volta, la sesta consecutiva, la Coppa di Russia, ma questo, complice la chiusura anticipata del campionato russo con l'assegnazione dello scudetto alla formazione vincitrice della regular season a causa della pandemia di Covid-19, rimane l'unico titolo conquistato dallo Zenit; nell'annata successiva il club conquista la Supercoppa russa.
Nella stagione 2021-22 conquista la decima Coppa nazionale mentre in campo internazionale, giunta alle semifinali di Coppa CEV, viene estromessa dalla competizione a causa delle restrizioni imposte alla Russia a seguito dell'invasione dell'Ucraina. Nelle annate successive, esclusa dalle competizioni internazionali, fa incetta di titoli nazionali conquistando tre scudetti, due Coppe di Russia e altrettante Supercoppe.

## Rosa 2020-2021
| N° | Nome                | Ruolo | Data di nascita   | Nazionalità sportiva |
| -- | ------------------- | ----- | ----------------- | -------------------- |
| 2  | Fëdor Voronkov      | S     | 10 dicembre 1995  | Russia               |
| 3  | Andrej Surmačevskij | S     | 22 giugno 1996    | Russia               |
| 4  | Artëm Vol'vič       | C     | 22 gennaio 1990   | Russia               |
| 5  | Loran Alekno        | P     | 18 settembre 1996 | Russia               |
| 7  | Aleksandr Volkov    | C     | 14 febbraio 1985  | Russia               |
| 9  | Earvin N'Gapeth     | S     | 12 febbraio 1991  | Francia              |
| 10 | Bartosz Bednorz     | S     | 25 luglio 1994    | Polonia              |
| 11 | Valentin Krotkov    | L     | 1º settembre 1991 | Russia               |
| 12 | Aleksandr But'ko    | P     | 18 marzo 1986     | Russia               |
| 13 | Aleksej Kononov     | C     | 9 aprile 1997     | Russia               |
| 15 | Denis Zemčënok      | O     | 11 agosto 1987    | Russia               |
| 16 | Artem Smoljar       | C     | 4 febbraio 1985   | Russia               |
| 17 | Valentin Golubev    | L     | 3 maggio 1992     | Russia               |
| 18 | Maksim Michajlov    | O     | 19 marzo 1988     | Russia               |

## Palmarès
- Campionato russo: 13

2006-07, 2008-09, 2009-10, 2010-11, 2011-12, 2013-14, 2014-15, 2015-16, 2016-17, 2017-18,
2022-23, 2023-24, 2024-25
- Coppa di Russia: 12

2004, 2007, 2009, 2014, 2015, 2016, 2017, 2018, 2019, 2021,
2022, 2023
- Supercoppa russa: 10

2010, 2011, 2012, 2015, 2016, 2017, 2018, 2020, 2023, 2024
- Campionato mondiale per club: 1

2017
- Champions League: 6

2007-08, 2011-12, 2014-15, 2015-16, 2016-17, 2017-18

## Denominazioni precedenti
- 2000-2004: Volejbol'nyj Klub Dinamo Kazan'
- 2004-2008: Volejbol'nyj Klub Dinamo-Tattransgaz